# グリーンランド海
グリーンランド海（英: Greenland Sea, 丁: Grønlandshavet）は、デンマークの自治領グリーンランドの東側に広がる海である。グリーンランド、スピッツベルゲン島（スヴァールバル諸島）、ヤンマイエン島、アイスランドに囲まれている。

## 地理

### 範囲
国際水路機関（IHO）の定める66の海域のひとつである。国際水路機関の定義によれば、その境界は以下の通り。
北
スピッツベルゲン島北端とグリーンランド北端を結ぶ線
東
スピッツベルゲン島（ウエスト・スピッツベルゲン島）西海岸
南東
スピッツベルゲン島南端から、ヤンマイエン島北端、西海岸を下り同島南端を経て、アイスランド東端 is:Gerpir（北緯65度05分 西経13度30分 / 北緯65.083度 西経13.500度）に至る線
南西
アイスランド西北端 is:Straumness と、グリーンランド、ケープ・ナンセン Cape Nansen（北緯68度15分 西経29度30分 / 北緯68.250度 西経29.500度）とを結ぶ線
西
ケープ・ナンセンと北端を結ぶ、グリーンランドの東海岸及び北東海岸
北は北極海と接する（フラム海峡）。南東でノルウェー海と接する。南西は北大西洋と接する（デンマーク海峡）。